# Aladin (magazine)
Pour les articles homonymes, voir Aladin.
Créé en 1987, Aladin est un magazine traitant du marché des antiquités, des arts décoratifs et des collections. C’est un outil de travail pour les professionnels du secteur et un repère pour les amateurs d’objets anciens et chineurs. Son principal concurrent est Antiquités Brocante, et plus largement La Gazette Drouot.

## Présentation
Chaque mois, Aladin présente l’actualité des foires, des salons, des enchères et des expositions en France et en Europe. Des articles de fond didactiques sont consacrés au mobilier (styles et tendances), aux collections, aux papiers anciens, à la photographie, aux luminaires, à la
céramique. Ils sont étayés par l’avis d’experts, de marchands et d’interlocuteurs avisés (antiquaires...). Ainsi des enquêtes et des dossiers analysent les cotes et l’évolution du marché. Des articles sur le patrimoine et les métiers d’art, la restauration des objets anciens complètent le sommaire. La période traitée par Aladin s’étend de l’archéologie (objets de fouille, Antiquité romaine, grecque, égyptienne...) aux années 1980, en passant par le XVIIIe siècle, l’âge d’or des arts décoratifs français, l’Art déco et le design.
Depuis sa création, Aladin propose un cahier détachable, L’Agenda des chineurs, qui référence chaque mois les brocantes, les foires, les salons en France et en Europe. Ce «calendrier» participe à la popularité du magazine.

## Histoire
Aladin fut créé en mars 1987 par Jean François H, ayant besoin de financer son projet il décide alors de s'associer avec un de ses amis de l'époque. Lorsque le magazine commencera à marcher et à gagner de l'argent, cet ami le trahira avant de le virer afin de garder tous l'argent pour lui. Jean François portera plaintes mais aucune n'aboutira. Aladin est distribué sur les salons et les foires d'Île-de-France. Les premiers numéros sont des bulletins d’une douzaine de pages référençant les dates et les lieux des foires et des brocantes. Il est vendu alors 25 francs. Progressivement, la publication s’étend à la Normandie ; son sommaire s’étoffe en proposant des articles sur l’actualité des foires, des salons et des portraits de professionnels.
En 1990, le magazine est édité en couleurs et atteint une centaine de pages. Le contenu éditorial s’enrichit d’articles de fond.
En 1994, Aladin est présenté en dos carré collé, la qualité du papier s’améliore. L’équipe de rédaction met en place une véritable ligne éditoriale. De 1998 à 2003,  Aladin affiche des ventes en kiosque allant jusqu’à 70 000 exemplaires. Ce succès est le résultat d’un engouement croissant pour les brocantes et les antiquités. C’est l’âge d’or des brocantes : une période extrêmement faste qui va durer jusqu’aux années 2003. Mais, c’est aussi le début d’une longue guerre menée par les professionnels du secteur contre le paracommercialisme. Ces derniers accusent des particuliers, non déclarés comme marchands, de vendre de façon régulière des objets anciens achetés pour être revendus. La guerre aux  vide-greniers est déclarée. Elle s’essoufflera peu à peu lorsqu’un autre danger, plus insidieux celui-ci, apparaîtra : Internet.

## Repreneurs du titre
La société éditrice cessera son activité le 26 novembre 2009 après avoir fait paraître le numéro 257 (Dec-Janv, double numéro). Le titre Aladin est repris dès décembre 2009 par Les Éditions G.B.D. Le numéro 258, de février 2010, sera dans les kiosques garantissant une parution sans interruption.
En février 2018, Les Editions G.B.D cessent leurs activités, le titre ne paraitra pas en mars et avril 2018. La société Les Editions du Passé Composé  reprend le titre en avril 2018 et l'édite depuis le mois de mai 2018.
Progressivement, Aladin évolue au gré du marché des arts décoratifs et des antiquités : une montée en gamme, l’intégration et l’utilisation de nouveaux outils de communication comme Facebook  Instagram  site Internet , des partenariats étroits avec les acteurs du marché (Hôtel Drouot, Interencheres...), une offre publicitaire attractive.

## Évolution du logo
Le magazine a utilisé une dizaine de logos différents en trente ans, sans jamais oublier la petite flamme du "i".